# Aaron Mokoena
Teboho Aaron Mokoena (Boipatong, 1980. november 11. –), gyakran egyszerűen Aaron Mokoena, dél-afrikai válogatott, hátvédként, és védekező középpályásként is bevethető labdarúgó. Visszavonulása előtt legutóbb a dél-afrikai Bidvest Wits játékosa volt.

## Pályafutása

### Korai évek
Mokoena a Bayer Leverkusenben és az Ajaxban játszott, mielőtt kétszer kölcsönadták a Germinal Beerschotnak, mielőtt a KRC Genkbe szerződött két évre. 2005. január 4-én, 24 évesen, a Premier League-ben szereplő Blackburn Rovers csapatához igazolt, az afrikai labdarúgónak ezzel az átigazolással valóra vált egy álma.

### Klubcsapatokban

#### Blackburn Rovers
Mokoena 2005. január 8-án bemutatkozhatott a Blackburn Roversben: a Cardiff City elleni FA-kupa-meccsen a 43. percben állt be Barry Ferguson helyére. Ezt követően Mark Hughes nagyon jó szervezőnek nevezte, de a menedzser megemlítette azt is, hogy még fejlődnie kell a védekezésben. Mokoena a szezon hátralevő részében a kezdőcsapat állandó tagja lett, összesen 22 meccsen játszott. Hughes egy szervező középpályásként használta a csapat 4-5-1-es felállásában (hármas középpályássor), a taktikával elismerve, hogy a Blackburnnek a kiesés elől kell menekülnie. A menedzser később visszatért a 4-4-2-es formációhoz. Ezután Mokoena ritkábban játszott, általában második félidei csereként lépett pályára, ha nem az általa kedvelt 4-5-1-et játszották, de jó védekezésével hozzásegítette csapatát a győzelmekhez. Robbie Savage sérülése miatt 2007-ben a legtöbb meccsen kezdett, 2007. március 11-én a Manchester City elleni hatodik fordulós FA-kupa-meccsen megszerezte első blackburni gólját. A mérkőzésen egyébként kiállították második sárga lappal. Második, és egyben utolsó Rovers-gólját a Sunderland ellen lőtte 2009 februárjában, az Ewood Parkban rendezett FA-kupa újrajátszáson (2–1-es kék-fehér siker) lőtt gólját a 2008–09-es szezon góljának választották. Mokoena utolsó Blackburn-meccsét 2009. május 24-én játszotta az Ewood Parkban a West Bromwich Albion ellen játszotta (0–0).

#### Portsmouth
2009. május 24-én csatlakozott a Premier League-szereplő Portsmouth csapatához, ahol hároméves szerződést kötött. Első gólját 2010. január 12-én a Ricoh Arenában rendezett, Coventry City elleni harmadik körös megismételt FA-kupa-meccs utolsó percében lőtte. Ez volt a klub történetének egyik legfontosabb gólja, a találattal továbbléptek a sorozat 4. körébe, majd meg sem álltak a döntőig, ahol a Chelsea-től kaptak ki. Aaron főszereplő volt a Coventry, Sunderland, a déli parti rivális Southampton, a Birmingham és a Tottenham ellen. Rendszeres játékot akart, mivel ott akart lenni a hazájában rendezett 2010-es labdarúgó-világbajnokságon.
Mokoena első angol bajnoki gólját (beleértve a blackburni időszakot is, ezelőtt a gól előtt már szerzett hármat a kupában) 2010. szeptember 28-án a Bristol City elleni 3–1-es siker 58. percében szerezte, a meccsen végig a Fratton Park gyepén volt.
2010. október 28-án Mokoena egy új, két és fél évre szóló megállapodást kötött a Pompeyjel. Minden sorozatot figyelembe véve 70 meccsen 3 gólt szerzett a kékek mezében. 2011. június 18-án megszellőztette, hogy elhagyja a Portsmouthot, mert frusztrált amiatt, hogy rendre csak a padon kap lehetőséget. Végül maradt, és együtt játszhatott Futács Márkóval.
Miután a Portsmouthtól levontak 10 pontot, ami később a klub harmadosztályba való kiesését okozta, Mokoenát a lehetséges távozó kulcsemberek között emlegették magas fizetése miatt. Ezalatt egyre valószínűbb lett Mokoena Bidwest Vitshez való távozása, és nem jelent meg az alapozás első edzésén. Július 10-én Michael Appleton menedzser kijelentette, szerinte Mokoena 24 órán belül elhagyja a csapatot.
2012. július 12-én Mokoena megállapodott a szerződésbontásról.

#### Bidvest Wits
2012. július 11-én végleges lett, hogy Mokoena elhagyja a Portsmouthot a Bidwest Witsért. Július 20-án hivatalosan s bemutatták új klubjában.

### Válogatott
Mokoena becenevei többek között az Mbazo" és The Axe (A Balta)", kemény szerelései miatt. Minden idők legfiatalabb dél-afrikai válogatott labdarúgója, játszott a 2000-es olimpia selejtezőiben 1999-ben 18-19 évesen, később Lucas Radebe helyett válogatottja kapitánya lett. Játszott Dél-Afrika színeiben a 2000-es olimpián, ahol harmadikak lettek a D csoportban.
Mokoena részt vett a 2002-es és a 2004-es afrikai nemzetek kupáján is. 2008 januárjában Mokoena volt a 2008-as afrikai nemzetek kupája dél-afrikai csapatának Ghánában. Megtartotta a karszalagot az egyaránt hazájában rendezett 2009-es konföderációs kupán és a 2010-es labdarúgó-világbajnokságon is. 2010. május 31-én bekerült Dél-Afrika 23-as világbajnokságra utazó keretébe.
2010. május 3-án Guatemala ellen játszotta 100. válogatott mérkőzését, a polokwani találkozón 100-as számú mezben vonult ki a pályára. 2010. június 11-én  johannesburgi világbajnoki nyitómeccset Mexikó ellen végigjátszotta, társa középen Bongani Khumalo volt, a Bafana Bafana 1–1-et ért el. 2010. június 16-án Mokoena ismét pályán volt, a Bafana Bafana 3–0-ra kikapott Uruguaytól a Loftus Versfeld Stadionban. Június 22-én ismét kezdett, Franciaország legjobbjait 2–1-re verték a bloomfonteini Free State Stadionban. 2012-ig Mokoena 107-szer volt válogatott, 1999-es bemutatkozása óta 1 gólt lőtt.

#### Válogatott góljai
| # | Dátum            | Helyszín       | Ellenfél | Gólja után az állás | Végeredmény | Kiírás                                    |
| - | ---------------- | -------------- | -------- | ------------------- | ----------- | ----------------------------------------- |
| 1 | 2006. október 8. | Lusaka, Zambia | Zambia   | 1–0                 | 1–0         | 2008-as afrikai nemzetek kupája-selejtező |

## Fordítás
Ez a szócikk részben vagy egészben  az   Aaron Mokoena című angol Wikipédia-szócikk ezen változatának fordításán alapul.  Az eredeti cikk szerkesztőit annak laptörténete sorolja fel. Ez a jelzés csupán a megfogalmazás eredetét és a szerzői jogokat jelzi, nem szolgál a cikkben szereplő információk forrásmegjelöléseként.